# Station Filey
Filey is een spoorwegstation van National Rail in Filey, Scarborough in Engeland. Het station is eigendom van Network Rail en wordt beheerd door Northern Rail. Het station is geopend in 1846. Het station is Grade II* listed